# Lidia Bastianich
Lidia Matticchio Bastianich (rodno ime Lidia Motika; Pula, 21. veljače 1947.), američka kuharica, autorica i restoraterica.
Specijaliziravši se u talijanskoj kuhinji, redovito je gostovala u javnoj televizijskoj kulinarskoj emisiji od 1998. godine. Godine 2007. pokrenula je svoju treću TV seriju Lidia's Italy (Lidijina Italija). Također posjeduje nekoliko talijanskih restorana u SAD-u zajedno sa svojom kćeri Tanyom Bastianich Manuali i sinom Joeom Bastianichom uključujući Felidiju (osnovala sa svojim bivšem mužem, Felice), Del Posto, Escu i Becco na Manhattanu, Lidia's Pittsburgh u Pittsburghu i Lidia's Kansas City u Kansas Cityju.
Lidia Bastianich se deklarira kao Talijanka. Podrijetlo joj je hrvatsko: otac joj je bio Viktor Motika  (u talijanskim matičnim evidencijama: Vittorio Matticchio), sin Antonija Motike i Frančeske Lovrečić (Francesca Lovrecich). Rođeno prezime njene majke Erminije je bilo Pavičevac (Pavichievaz, kako se tada zapisivalo u matične knjige). Bilježi se da je ime njene bake bilo Rosaria Smilović (Smilovich), koja je pak bila kćer Ivana (Giovannija) Smilovića Karlića i Frančeske rođ. Lukšić. Obitelj je živjela u Puli, koja je 1940.-ih godina bila grad talijanske kulture, a potom je nekoliko godina djetinjstva provela u Trstu, gdje je njena obitelj prebjegla 1956. godine, iz Istre pod komunističkom vlašću. Od 1959. godine njena je obitelj emigrirala u SAD.

## Vanjske poveznice
- Lidia's Italy Lidia Bastianich's official Web site.
- Lidia's Italy na Internet Movie Databaseu
- Celebrity Judges  Arhivirana inačica izvorne stranice od 4. ožujka 2016. (Wayback Machine) 2000 MasterChef USA official web site